# Wild Things 3
Wild Things 3 (Wild Things: Diamonds in the Rough) ist ein US-amerikanischer Thriller aus dem Jahr 2005. Er ist eine Fortsetzung der Filme Wild Things (1998) und Wild Things 2 (2003). Regie führte Jay Lowi, das Drehbuch schrieben Andy Hurst und Ross Helford.

## Handlung
Die verwöhnte Schülerin Marie Clifton lebt in Blue Bay. Ihre Mutter stirbt und hinterlässt ihr zwei Diamanten, „Mutter und Tochter“, im Wert von ungefähr 4 Millionen US-Dollar. Marie und ihr Stiefvater Jay streiten um den Anspruch auf die Edelsteine, da er die Juwelen für sich beansprucht.
Jay wird von Maries Mitschülerin Elena Sandoval der Vergewaltigung beschuldigt. Der Polizist Michael Morrison und Sandovals Bewährungshelferin Kirsten Richards untersuchen den Fall und habenden Verdacht, dass es sich um eine Verschwörung handeln könnte. Auch Marie meint Jay gegenüber, dass Elena auf diese Weise nur Geld erpressen will und rät ihm, sie einfach zu bezahlen und den Vorwurf damit aus der Welt zu schaffen. Als Jay zugibt, dass er im Prinzip pleite ist, schlägt Marie vor, die Diamanten zu verkaufen. Jay stimmt zu und widerruft deshalb seinen Anspruch auf das Erbe. Damit hat Marie das volle Verfügungsrecht über die Diamanten und ihr Ziel erreicht, denn alles war nur ein Trick Elenas, Maries und ihres Freundes Chad, um die Diamanten zu bekommen.
Aufgrund der bereits eingeleiteten rechtlichen Schritte gegen Jay sind die offiziellen Ermittlungen durch die interne Einigung jedoch noch nicht abgeschlossen. Chad wird von Richards und Morrison befragt und befürchtet nun, dass sie hinter den Plan kommen und ihn verdächtigen. Er setzt Marie unter Drogen und stiehlt die Diamanten. Er wird daraufhin von Marie und Elena bis in den Wald verfolgt, wo Marie ihn mit einer Eisenstange erschlägt, nachdem er Elena angegriffen hat. Als Marie die Diamanten verkaufen will, stellt sich heraus, dass es Fälschungen sind, denn die echten sind in Jays Safe.
Elena wird derweil von Richards und Morrison überrascht, als sie sich um Chads Leiche kümmern will. Da sie abstreitet, die Tat begangen zu haben, dies aber nicht beweisen kann, bleibt ihr nur, Marie zu einem Geständnis zu bewegen. Zu diesem Zweck wird sie von Richards und Morrison „verkabelt“.
Elena macht sich auf den Weg zu Marie, um mit ihr die echten Diamanten aus Jays Safe zu holen. Darüber geraten sie in Streit. Sie bedrohen sich gegenseitig mit einer Waffe und jede will die Edelsteine für sich allein haben. Richards und Morrison, die aus der Nähe mithören, stoßen hinzu; während des Versteckspiels wird Marie von Richards getötet und Elena nimmt die Diamanten heimlich an sich.
Am Ende zeigt sich, dass Kristen Richards Elenas Mutter ist und von Jay in der Vergangenheit vergewaltigt wurde, sodass Elena ihre gemeinsame Tochter ist. Aus Rache tötet das Gespann von „Mutter und Tochter“ letztendlich auch Jay, indem sie seinen Drink vergiften und er nach dem Konsum benommen die Klippen herunterstürzt. Während des Abspanns werden Szenen gezeigt, die erklären, wie sie es geschafft haben, ihren Plan durchzuziehen.

## Hintergrund
Der Film wurde in Fort Lauderdale, in Miami und in Los Angeles gedreht. Er wurde in Deutschland im Juni 2005 auf DVD veröffentlicht.
Im Jahr 2010 erschien Wild Things 4 (Foursome), in dem die Hauptrollen von Ashley Parker Angel und John Schneider gespielt werden.

## Kritiken
David Nusair schrieb auf Reel Film Reviews, der Film gehöre zu jenen Filmen, die genau das bieten würden, was sie versprechen würden: Nacktheit, „zügellose Lockerheit“ und eine Fülle der Wendungen. Er sei in jeder Art wertlos und man könne ihn vergessen. Sein Stil und sein Ton seien dem ersten Film der Reihe ähnlich, seine Besetzung könne sich jedoch nicht mit jener von Wild Things messen.
Das Lexikon des internationalen Films wertete, der Film sei ein „erotisch aufgeheizter Thriller, der die Grundkonstellation der beiden Vorgängerfilme nutzt, um in behäbiger Fernsehdramaturgie von der Verderbtheit der Reichen und Schönen in Florida zu erzählen“.
Die Zeitschrift TV direkt schrieb, der Film sei ein „B-Movie“ mit „wenig Thrill“ und „wenig Enthüllung“.
kino.de urteilte: „Wieder einmal ist wenig, was es auf den ersten Blick scheint, in einer verzwickten Beziehungskiste zwischen jugendlichen Verbrecherinnen, immergeilen männlichen Opfern und mal mehr, mal weniger korrupten Gesetzesvertetern im neusten glattpolierten Teeniethriller vor großbürgerlichen Villenkulissen. Solide Fernsehdramaturgie mit sauber gezeichneten, von talentierten Niemanden dargestellten Klischeeecharakteren und vergleichsweise ausgefeilter Standardstory. Nicht mehr, aber auch nicht weniger.“